# Козирський Володимир Іванович
Володимир Іванович Козирський (нар. 1909, Миколаїв — пом. 12 вересня 1978) — радянський футболіст та футбольний тренер.

## Біографія
Як футболіст виступав за команди «Динамо» (Ростов-на-Дону) та «Металіст» (Миколаїв).
Розпочав свою тренерську кар'єру в 1940 році, коли очолив одеський «Харчовик». Після початку радянсько-німецької війни пішов на фронт і був нагороджений медаллю «За мужність».
У 1949 році очолив клуб «Зеніт» (Фрунзе).
У 1957 році він приєднався до команди «Нафтовик» (Грозний), де працював спочатку начальником команди, а в наступному сезоні допомагав тренувати команду.
У вересні 1960 року він був призначений старшим тренером «Спартака» (Орджонікідзе), де працював до кінця сезону, а потім з 1961 по 1962 рік тренував «Волгар» (Астрахань).
У 1965—1966 роках очолював казахський клуб «Цементник» (Семипалатинськ), а 1967 року — «Шахтар» (Красний Луч).
Згодом працював адміністратором у «Локомотиві» (Москва), а у липні 1971 року його запросив тренер Микола Морозов своїм помічником до тренерського штабу донецького «Шахтаря».